# Chris Burke (voetballer)
Christopher Robert "Chris" Burke (Glasgow, 2 december 1983) is een Schots voetballer die doorgaans speelt als middenvelder. Tussen 2002 en 2022 was hij actief voor Glasgow Rangers, Cardiff City, Birmingham City, Nottingham Forest, Rotherham United, Ross County en Kilmarnock. Burke maakte in 2006 zijn debuut in het Schots voetbalelftal en kwam uiteindelijk tot zeven interlandoptredens.

## Clubcarrière
Burke speelde in de jeugdopleiding van Glasgow Rangers en debuteerde voor de Rangers op 20 maart 2002; tegen Kilmarnock scoorde hij ook direct zijn eerste doelpunt voor de club. Al snel werd de middenvelder een vaste waarde in de basisopstelling van Rangers en na zeven jaar Glasgow verkaste hij op 9 januari 2009 naar Cardiff City. Bij Cardiff speelde de middenvelder net iets meer dan honderd wedstrijden, voor hij in 2011 de overstap maakte naar Birmingham City. Burke tekende in juli 2014 een tweejarig contract bij Nottingham Forest, dat hem transfervrij inlijfde nadat zijn verbintenis bij Birmingham City afliep. In zijn eerste seizoen in Nottingham was de middenvelder overwegend basisspeler, maar in de jaargang 2015/16 kreeg hij minder speeltijd.
In januari 2016 werd de Schot voor een half jaar op huurbasis bij Rotherham United gestald. Burke speelde vijf wedstrijden voor Rotherham en na zijn terugkeer bij Nottingham verliet hij die club, omdat zijn contract afgelopen was. Hierop tekende de Schot voor Ross County, waar hij zijn handtekening zette onder een verbintenis voor de duur van één seizoen. Een jaar later verkaste hij naar Kilmarnock. In de zomer van 2022 besloot Burke op achtendertigjarige leeftijd een punt te zetten achter zijn actieve loopbaan, om als veldtrainer door te gaan bij Kilmarnock.

## Interlandcarrière
Burke maakte zijn debuut in het Schots voetbalelftal op 11 maart 2006. Op die dag werd een vriendschappelijke wedstrijd tegen Bulgarije met 1–5 gewonnen. De middenvelder begon op de bank en viel een kwartier voor het einde van het duel in. In de vijftien minuten dat hij meedeed was hij direct goed voor twee doelpunten. De andere Schotse debutant dit duel was Kris Boyd (Glasgow Rangers).
| Interlands van Chris Burke voor Schotland | Interlands van Chris Burke voor Schotland | Interlands van Chris Burke voor Schotland | Interlands van Chris Burke voor Schotland | Interlands van Chris Burke voor Schotland | Interlands van Chris Burke voor Schotland |
| №                                         | Datum                                     | Wedstrijd                                 | Uitslag                                   | Competitie                                | Goals                                     |
| Als speler bij Glasgow Rangers            | Als speler bij Glasgow Rangers            | Als speler bij Glasgow Rangers            | Als speler bij Glasgow Rangers            | Als speler bij Glasgow Rangers            | Als speler bij Glasgow Rangers            |
| ----------------------------------------- | ----------------------------------------- | ----------------------------------------- | ----------------------------------------- | ----------------------------------------- | ----------------------------------------- |
| 1                                         | 11 mei 2006                               | Bulgarije – Schotland                     | 1 – 5                                     | Vriendschappelijk                         | 76' 88'                                   |
| 2                                         | 13 mei 2006                               | Japan – Schotland                         | 0 – 0                                     | Vriendschappelijk                         |                                           |
| Als speler bij Birmingham City            |                                           |                                           |                                           |                                           |                                           |
| 3                                         | 6 februari 2013                           | Schotland – Estland                       | 1 – 0                                     | Vriendschappelijk                         |                                           |
| 4                                         | 22 maart 2013                             | Schotland – Wales                         | 1 – 2                                     | WK 2014 kwalificatie                      |                                           |
| 5                                         | 26 maart 2013                             | Servië – Schotland                        | 2 – 0                                     | WK 2014 kwalificatie                      |                                           |
| 6                                         | 15 oktober 2013                           | Schotland – Kroatië                       | 2 – 0                                     | WK 2014 kwalificatie                      |                                           |
| 7                                         | 5 maart 2014                              | Polen – Schotland                         | 0 – 1                                     | Vriendschappelijk                         |                                           |